# Modřovice
Modřovice (německy Moderschowitz) jsou obec v okrese Příbram ve Středočeském kraji, asi 5 km jižně od Příbrami. Žije zde 103 obyvatel.

## Historie
První písemná zmínka o obci pochází z roku 1367. Ve staré knihy byly napsány: Modrzowitz.

## Obecní správa

### Části obce
- Modřovice (k. ú. Modřovice)

Sousedními obcemi sídla jsou Chrást, Rožmitál pod Třemšínem, Vysoká u Příbramě, Tochovice a Třebsko.

### Územněsprávní začlenění
Dějiny územněsprávního začleňování zahrnují období od roku 1850 do současnosti. V chronologickém přehledu je uvedena územně administrativní příslušnost obce v roce, kdy ke změně došlo:
- 1850 země česká, kraj Praha, politický i soudní okres Příbram[5]
- 1855 země česká, kraj Praha, soudní okres Příbram
- 1868 země česká, politický i soudní okres Příbram
- 1939 země česká, Oberlandrat Tábor, politický i soudní okres Příbram[6]
- 1942 země česká, Oberlandrat Praha, politický i soudní okres Příbram[7]
- 1945 země česká, správní i soudní okres Příbram[8]
- 1949 Pražský kraj, okres Příbram[9]
- 1960 Středočeský kraj, okres Příbram
- 2003 Středočeský kraj, okres Příbram, obec s rozšířenou působností Příbram

## Společnost

### Rok 1932
V roce 1932 byly v obci Modřovice (198 obyvatel) evidovány tyto živnosti a obchody: hostinec, kolář, kovář, obuvník, 3 rolníci, trafika, velkostatek.

## Doprava

### Dopravní síť
Do obce vedou silnice III. třídy. Železniční trať ani stanice či zastávka na území obce nejsou.

### Autobusová doprava 2024
Autobusovou dopravu v obci Modřovice zajišťují společnosti Arriva Střední Čechy a ČSAD AUTOBUSY České Budějovice. Obec je součástí Pražské integrované dopravy (PID). V obci se nacházejí zastávky Modřovice a Modřovice,rozc. Obcí procházejí dvě autobusové linky: 482 a 567. Linka 482 spojuje obec s Příbramí a směrem na druhou stranu pokračuje přes Březnici, Blatnou až do Strakonic. Linka 567 začíná v Příbrami a pokračuje přes Bohutín, Vysokou u Příbramě, Narysov, Třebsko a Modřovice, přičemž končí v Rožmitálu pod Třemšínem.

## Pamětihodnosti
- Výklenková kaple poutní cesty z Březnice na Svatou Horu. V pořadí sedmá kaple stojí při silnici na obec Chrást. Byla opravena roku 2014.[11]